# Parc Gourgas
Le parc Gourgas est un parc public de 6 444 m2, situé à Genève, en Suisse.

## Localisation
Le parc se situe dans le quartier de Plainpalais, non loin de la Jonction et est délimité par les rues Gourgas (d'où son nom), du Village-Suisse, des Maraîchers et par les bâtiments de l'université

## Histoire
Acheté par la ville de Genève en 1974 (dans la même période que le parc des Evaux et le parc des Acacias), la parcelle est aménagée en parc en 1986. Deux ans plus tard, le conseil administratif décide de classer le terrain en zone de verdure.

## Contenu du parc
Le parc est équipé d'une place de jeux, de tables de ping-pong et de pique-nique. En été, la maison de quartier de la Jonction installe dans le parc une roulotte  et y organise différentes soirées thématiques avec l'aide des associations de quartier. 
Bordant le parc, l'école du Mail est le plus ancien bâtiment d'école primaire en activité de la ville. À côté de l'école se trouve également la Pépinière, une maison d’accueil pour les jeunes enfants après la fin des cours.

## Sources
- Ville de Genève, « Parc Gourgas » (consulté le 17 octobre 2007)